# Bierdzany (Wrocław)

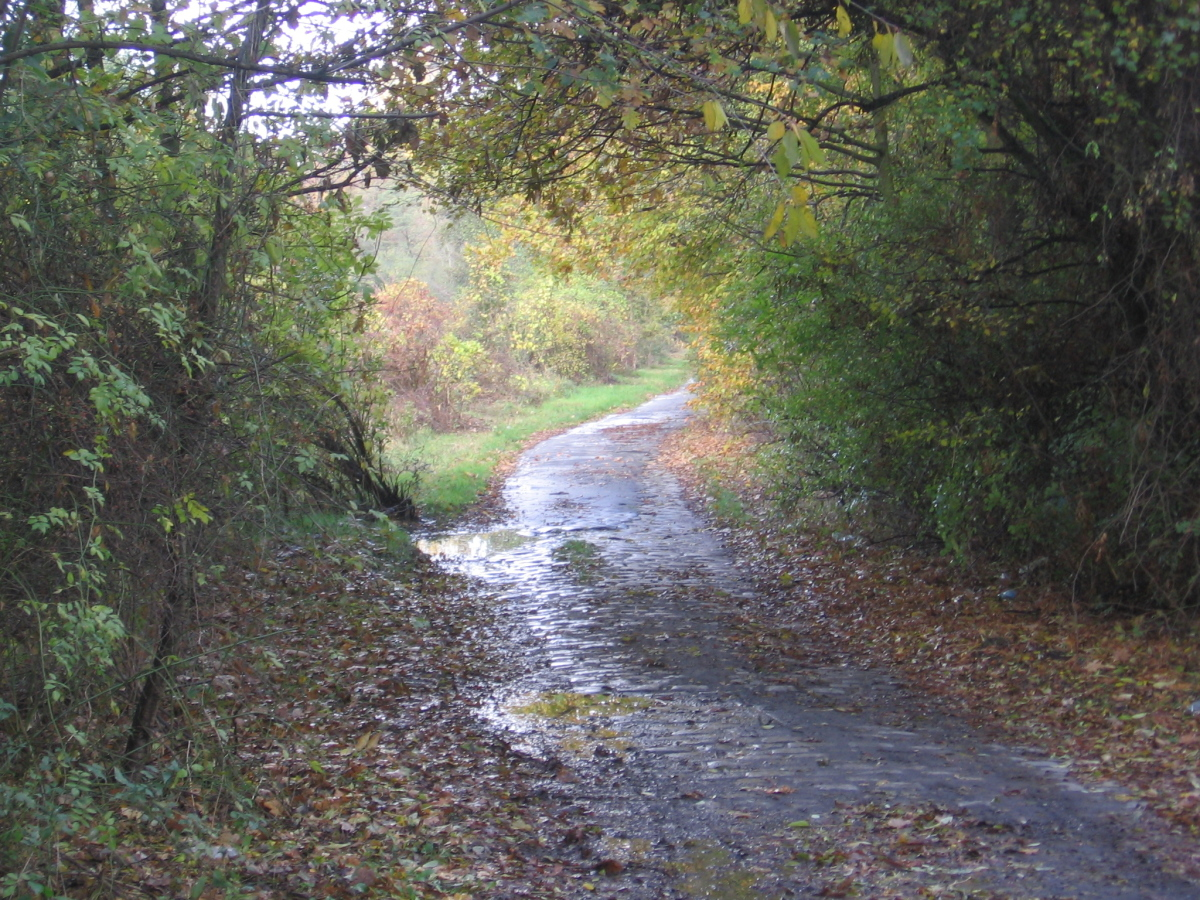
ul. Bierdzańska, widok na północny wschód ze skrzyżowania z ul. Nizinną

Bierdzany (niem. Pirscham) – osiedle we wschodniej części Wrocławia na terenie dawnej  dzielnicy Krzyki, obecnie należy do osiedla samorządowego Przedmieście Oławskie.

## Nazwa
Polską nazwę Bierdzany oraz zgermanizowaną Pirscham wymienia w 1896 roku śląski pisarz Konstanty Damrot w książce o nazewnictwie miejscowym na Śląsku. Damrot w swojej książce wymienia również staropolską nazwę z 1253 roku Schuparsicz oraz Bierzangen.

## Historia
Niegdyś wieś (wzmiankowana w 1283; zaliczano wówczas do niej także teren osiedla Wilczy Kąt, a tutejszy młyn położony niedaleko Mostu Parkowego na Oławie wzmiankowany był już w roku 1288; istniał on też i pięćset lat później, w 1795; wtedy było tu 43 mieszkańców w 4 domach), w rękach Zakonu Krzyżowców z Czerwoną Gwiazdą do kasaty w 1810, później własność prywatna (w 1845 93 mieszkańców w 11 gospodarstwach), a od 1903 własność komunalna miasta Wrocławia. Powstały tu ujęcia wód i przepompownie na potrzeby wodociągu zasilającego miasto (tereny wodonośne Wrocławia), liczba mieszkańców spadła (w 1913 już tylko 22 osoby); Bierdzany przyłączono do miasta w 1928; tworząc w pobliżu Park Wschodni przebudowano tutejszy układ dróg i umocnień przeciwpowodziowych, także pod kątem potrzeb miejskich wodociągów.

## Położenie
Bierdzany znajdują się na lewym brzegu Odry, na południe od osiedla przepływa z kolei Oława. Osiedle to graniczy z Nowym Domem (na wschodzie), Rakowcem (na północnym zachodzie), Siedlcem (na zachodzie), Wilczym Kątem (na południowym zachodzie) Księżem Małym (na południu); na południowy wschód od Bierdzan, za kładką Barani Skok przerzuconą przez Oławę, znajdują się Świątniki.
Obecnie obszar ten jest niezamieszkany, stanowi obszar wodonośny.